# وستوود شورز، تگزاس
وستوود شورز (به انگلیسی: Westwood Shores) یک منطقهٔ مسکونی در ایالات متحده آمریکا است که در تگزاس واقع شده‌است. وستوود شورز ۹٫۸ کیلومتر مربع مساحت و ۱٬۱۶۲ نفر جمعیت دارد.